# ダニエル・ポランコ
ダニエル・ポランコ（Danielle Polanco）は、アメリカ合衆国の女優。

## 出演作品
- ステップ・アップ2:ザ・ストリート（ミッシー）